# Тодор Златков
Тодор Златков е български учител и революционер, деец на Вътрешната македоно-одринска революционна организация.

## Биография
Тодор Златков е роден през 1876 година в битолското село Поешево, тогава в Османската империя. Семейството на Златков участва в църковните борби и отхвърлянето на Цариградската патриаршия и участва в издържането на българското училище. Златков учи в същото училище в родното си село. В 1893 година завършва четвърти клас в Битолската българска мъжка гимназия, след което, поради липса на пари не продължава, а учителства за една година в крушевското село Пуста река и следващите четири години в съседното Горно Дивяци. Посветен е в 1895 година в революционното дело от Лука Джеров, учител в съседното село Цер.
През 1897 година по нареждане на ВМОРО се прехвърля за няколко години като учител в родното си село, където организира революционен комитет, както и склад за оръжие за Прилепско, Крушевско и Демирхисарско в къщата си и училището. След Йосифовата афера, причинена от разкритията на предателя Йосиф от село Жабени, става нелегален и от 22 февруари 1902 година е четник при Георги Сугарев. През пролетта на 1903 година става самостоятелен войвода (обучен е от Никола Петров Русински) за Мало Мариово. През Илинденско-Преображенското въстание действа с четата на горския началник за мариовския район Никола Русински. Тогава негов четник е учителката Екатерина Динева.
След потушаването на въстанието се крие в Битоля до амнистията вследствие на Мюрцщегските реформи. През 1904 година е назначен за учител в леринското село Неред, но властите скоро му забраняват да преподава и през пролетта на 1905 година отново излиза нелегален и става съветник в ревизорската чета на Георги Попхристов в Леринско и Костурско. Взима участие в сраженията с новопоявилата се гръцка въоръжена пропаганда при селата Прекопана (Перикопи), Неред, Оровник (Кариес) и Буковик (Оксия).
През декември 1906 година Тодор Златков е делегат на Съвещателното събрание. През зимата на 1907 година се прехвърля в България, а след аамнистията след Младотурската революция в 1908 година се връща в Битоля където е начален учител. Арестуван е и е осъден на 15 години затвор по време на обезоръжителната акция на младотурците. През лятото на 1910 година при обиколката на султана в Македония е амнистиран и остава като учител в Битоля.
По време на Балканската война е доброволец в Македоно-одринското опълчение в четата на Милан Матов. След Междусъюзническата война изтегля семейството си от попадналата в Сърбия Битоля и се установява с него в София.
Участва в Първата световна война като войник в Пети полк на Единадесета дивизия. На фронта тежко заболява и е преместен в щаба на I армия в Битоля. След изтеглянето на окръжното управление от града е полицейски пристав в Кичево.
Умира в София през 1919 година.